# Butyrophenone
Butyrophenone là một hợp chất hóa học; một số dẫn xuất của nó (được gọi là butyrophenone) thường được sử dụng để điều trị các chứng rối loạn tâm thần khác nhau như tâm thần phân liệt, cũng như hoạt động như thuốc chống nôn.
Ví dụ về butyrophenone bao gồm:
- Haloperidol, thuốc chống loạn thần cổ điển được sử dụng rộng rãi nhất trong nhóm này [1]
- Benperidol, thuốc chống loạn thần mạnh nhất thường được sử dụng (mạnh hơn 200 lần so với chlorpromazine) [1][2]
- Droperidol, một chất chống nôn thường được sử dụng cho buồn nôn và nôn sau phẫu thuật.